# Breuberg
Breuberg település Németországban, Hessen tartományban. Lakosainak száma 7556 fő (2023. december 31.).

## Népesség
A település népességének változása:
| Lakosok száma | 7184 | 7407 | 7387 | 7415 | 7584 | 7577 | 7556 |
|               | 2010 | 2014 | 2017 | 2019 | 2021 | 2022 | 2023 |